# Skärfling
Skärfling är en skomakarterm för att tunna ut läder till önskad tjocklek. Skärfla kan man göra i för ändamålet framtagna skärfelmaskiner.
På engelska heter det skiving.